# Saia Justa
Saia Justa é um programa de televisão exibido no canal por assinatura brasileiro GNT desde 2002, sendo originalmente apresentado por Fernanda Young, Mônica Waldvogel, Marisa Orth e Rita Lee. Atualmente é apresentado por Eliana, Bela Gil, Erika Januza, Juliette e Tati Machado.

## História
O Saia Justa estreou no GNT no dia 17 de abril de 2002 e, desde então, é um dos programas de maior audiência do canal. Ancorado pela jornalista Mônica Waldvogel, a primeira formação contou com as participações da cantora e compositora Rita Lee, da atriz Marisa Orth e da escritora Fernanda Young. Em 19 de maio de 2004, Rita Lee se despediu do programa na edição especial de número 100. Depois de um período recebendo convidados especiais diferentes a cada semana, a cantora e compositora Marina Lima somou-se ao grupo em agosto do mesmo ano. A formação permaneceu até o final da temporada 2004. 
Em maio de 2005, o programa estreou nova temporada tendo Mônica Waldvogel com a filósofa e escritora Márcia Tiburi e as atrizes Betty Lago e Luana Piovani, incluindo também novo cenário e quadros inéditos. Luana deixou o programa em maio de 2006. Em agosto do mesmo ano, estreia a nova formação com Mônica Waldvogel, Márcia Tiburi e Betty Lago ganhando a companhia da atriz Maitê Proença e da cantora Ana Carolina. No fim de janeiro de 2007 Ana Carolina foi substituída por Soninha Francine, vereadora de São Paulo, jornalista - com passagem pela TV Cultura - e ex-VJ da MTV Brasil. Porém, por questões relacionadas à vida política, Soninha deixou a atração em janeiro de 2008.
As apresentadoras Márcia Tiburi, Betty Lago, Maitê Proença e a âncora Mônica Waldvogel continuaram a apresentar o programa até maio de 2010, quando surgiram rumores que o elenco não estava mais se dando bem. Durante essa formação, o programa foi alvo de uma polêmica na mídia portuguesa devido ao fato de ter divulgado um vídeo em que Maitê Proença ridiculariza os portugueses, cometendo diversas gafes sobre a história de Portugal e chegando mesmo a cuspir numa fonte do Mosteiro dos Jerônimos, em Lisboa. Todos os vídeos originais foram retirados da Internet pela Globosat, que alegou direitos autorais sobre eles, mas os portugueses conseguiram submeter à SIC o que havia passado em canal de lá.
Entre junho e novembro de 2010, o programa ficou temporariamente fora do ar, voltando em dezembro de 2010 ainda sob comando de Mônica Waldvogel, agora ao lado das novas "saias": a atriz Christine Fernandes e a escritora Teté Ribeiro. Desde então, o programa passou a contar também com um elenco masculino que se revezou durante o mês para sentar no sofá do Saia Justa: os atores Dan Stulbach e Eduardo Moscovis, o músico Leo Jaime e o jornalista Xico Sá. Christine deixou o programa por motivos de saúde familiar e foi substituída por Camila Morgado em abril de 2011. Com a saída da atriz Camila Morgado em maio de 2012 para as gravações de uma novela global, o programa ganhou uma nova integrante a partir de agosto de 2012, a atriz Maria Fernanda Cândido. 
Na início de 2013, o GNT fez uma temporada especial, chamada Saia Justa de Verão, apresentada somente pelos homens que se revezaram ao longo da temporada. 
No dia 6 de março de 2013, teve início a nova temporada do Saia Justa. Pela primeira vez, houve uma renovação completa no time das apresentadoras. Mônica Waldvogel, que fazia parte desde a primeira formação como âncora, deixa seu posto para a jornalista Astrid Fontenelle, ex-VJ da MTV. Completam o time: a jornalista Barbara Gancia e as atrizes Maria Ribeiro e Mônica Martelli. O programa é exibido às quartas-feiras, às 21h30, no GNT.
Mais uma vez, o quarteto formado por Dan Stulbach, Eduardo Moscovis, Leo Jaime e Xico Sá volta ao Saia Justa para a temporada de verão estreando em 1º de janeiro de 2014 enquanto as mulheres estão de férias. Em 5 de março de 2014, após férias, o mesmo quarteto da temporada passada volta para comandar o bate-papo do Saia Justa.
Em 21 de dezembro de 2016, o GNT anunciou a saída de Barbara Gancia e Maria Ribeiro do programa e do canal, com rumores de brigas entre as duas. Taís Araújo foi então confirmada como nova integrante do elenco, sendo a primeira mulher negra na posição de apresentadora do programa. Sua entrada poderia ter sido uma tentativa de dar pluralidade e responder às críticas em relação ao público ao qual se dirige.
Em 10 de fevereiro de 2017, a emissora anunciou a cantora Pitty como nova integrante do programa .
Em 20 de setembro, foi anunciado a saída de Taís Araújo, que ocorreu em 29 de novembro. Em 04 de outubro, foi anunciado que a substituta de Taís no programa seria a cantora Gaby Amarantos a partir de março de 2018.A temporada também contou com participação temporária da jornalista Fernanda Gentil, que ficou até 27 de dezembro de 2017.No mês de janeiro e fevereiro de 2018, Maria Júlia Coutinho, Leilane Neubarth, Andreia Sadi e Ana Paula Araújo se revezaram no comando do programa.
A partir de 30 de março de 2022, a atração passa a ser apresentada por Sabrina Sato, Luana Xavier e Larissa Luz, que se juntam a Astrid Fontenelle, a única a permanecer. Nesse mesmo dia, a atração ganhou novo cenário e novas dinâmicas. Em 8 de março de 2023, Sabrina Sato e Luana Xavier deixaram o programa para se dedicarem a outros projetos. Em seus lugares entraram Gabriela Prioli e Bela Gil.
Em 7 de agosto de 2024, Gabriela Prioli é substituída por Eliana, assim como Larissa Luz é substituída por Tati Machado. Astrid Fontenelle deixaria o programa nessa temporada após 10 anos seguidos e é substituída por Rita Batista. Em 2025, Rita Batista é substituída por Erika Januza.

## Apresentação
| Apresentadores         | Temporadas | Temporadas | Temporadas | Temporadas | Temporadas | Temporadas | Temporadas | Temporadas | Temporadas | Temporadas | Temporadas | Temporadas | Temporadas | Temporadas | Temporadas | Temporadas | Temporadas | Temporadas | Temporadas | Temporadas | Temporadas | Temporadas | Temporadas | Temporadas |
| Apresentadores         | 2002       | 2003       | 2004       | 2005       | 2006       | 2007       | 2008       | 2009       | 2010       | 2011       | 2012       | 2013       | 2014       | 2015       | 2016       | 2017       | 2018       | 2019       | 2020       | 2021       | 2022       | 2023       | 2024       | 2025       |
| ---------------------- | ---------- | ---------- | ---------- | ---------- | ---------- | ---------- | ---------- | ---------- | ---------- | ---------- | ---------- | ---------- | ---------- | ---------- | ---------- | ---------- | ---------- | ---------- | ---------- | ---------- | ---------- | ---------- | ---------- | ---------- |
| Mônica Waldvogel       |            |            |            |            |            |            |            |            |            |            |            |            |            |            |            |            |            |            |            |            |            |            |            |            |
| Fernanda Young         |            |            |            |            |            |            |            |            |            |            |            |            |            |            |            |            |            |            |            |            |            |            |            |            |
| Marisa Orth            |            |            |            |            |            |            |            |            |            |            |            |            |            |            |            |            |            |            |            |            |            |            |            |            |
| Rita Lee               |            |            |            |            |            |            |            |            |            |            |            |            |            |            |            |            |            |            |            |            |            |            |            |            |
| Marina Lima            |            |            |            |            |            |            |            |            |            |            |            |            |            |            |            |            |            |            |            |            |            |            |            |            |
| Márcia Tiburi          |            |            |            |            |            |            |            |            |            |            |            |            |            |            |            |            |            |            |            |            |            |            |            |            |
| Betty Lago             |            |            |            |            |            |            |            |            |            |            |            |            |            |            |            |            |            |            |            |            |            |            |            |            |
| Luana Piovani          |            |            |            |            |            |            |            |            |            |            |            |            |            |            |            |            |            |            |            |            |            |            |            |            |
| Maitê Proença          |            |            |            |            |            |            |            |            |            |            |            |            |            |            |            |            |            |            |            |            |            |            |            |            |
| Ana Carolina           |            |            |            |            |            |            |            |            |            |            |            |            |            |            |            |            |            |            |            |            |            |            |            |            |
| Soninha Francine       |            |            |            |            |            |            |            |            |            |            |            |            |            |            |            |            |            |            |            |            |            |            |            |            |
| Teté Ribeiro           |            |            |            |            |            |            |            |            |            |            |            |            |            |            |            |            |            |            |            |            |            |            |            |            |
| Christine Fernandes    |            |            |            |            |            |            |            |            |            |            |            |            |            |            |            |            |            |            |            |            |            |            |            |            |
| Camila Morgado         |            |            |            |            |            |            |            |            |            |            |            |            |            |            |            |            |            |            |            |            |            |            |            |            |
| Maria Fernanda Cândido |            |            |            |            |            |            |            |            |            |            |            |            |            |            |            |            |            |            |            |            |            |            |            |            |
| Astrid Fontenelle      |            |            |            |            |            |            |            |            |            |            |            |            |            |            |            |            |            |            |            |            |            |            |            |            |
| Mônica Martelli        |            |            |            |            |            |            |            |            |            |            |            |            |            |            |            |            |            |            |            |            |            |            |            |            |
| Barbara Gancia         |            |            |            |            |            |            |            |            |            |            |            |            |            |            |            |            |            |            |            |            |            |            |            |            |
| Maria Ribeiro          |            |            |            |            |            |            |            |            |            |            |            |            |            |            |            |            |            |            |            |            |            |            |            |            |
| Pitty                  |            |            |            |            |            |            |            |            |            |            |            |            |            |            |            |            |            |            |            |            |            |            |            |            |
| Taís Araújo            |            |            |            |            |            |            |            |            |            |            |            |            |            |            |            |            |            |            |            |            |            |            |            |            |
| Gaby Amarantos         |            |            |            |            |            |            |            |            |            |            |            |            |            |            |            |            |            |            |            |            |            |            |            |            |
| Larissa Luz            |            |            |            |            |            |            |            |            |            |            |            |            |            |            |            |            |            |            |            |            |            |            |            |            |
| Sabrina Sato           |            |            |            |            |            |            |            |            |            |            |            |            |            |            |            |            |            |            |            |            |            |            |            |            |
| Luana Xavier           |            |            |            |            |            |            |            |            |            |            |            |            |            |            |            |            |            |            |            |            |            |            |            |            |
| Gabriela Prioli        |            |            |            |            |            |            |            |            |            |            |            |            |            |            |            |            |            |            |            |            |            |            |            |            |
| Bela Gil               |            |            |            |            |            |            |            |            |            |            |            |            |            |            |            |            |            |            |            |            |            |            |            |            |
| Tati Machado           |            |            |            |            |            |            |            |            |            |            |            |            |            |            |            |            |            |            |            |            |            |            |            |            |
| Rita Batista           |            |            |            |            |            |            |            |            |            |            |            |            |            |            |            |            |            |            |            |            |            |            |            |            |
| Eliana                 |            |            |            |            |            |            |            |            |            |            |            |            |            |            |            |            |            |            |            |            |            |            |            |            |
| Erika Januza           |            |            |            |            |            |            |            |            |            |            |            |            |            |            |            |            |            |            |            |            |            |            |            |            |
| Juliette               |            |            |            |            |            |            |            |            |            |            |            |            |            |            |            |            |            |            |            |            |            |            |            |            |

### Temporada de férias
| Apresentadores   | Temporadas | Temporadas | Temporadas | Temporadas | Temporadas |
| Apresentadores   | 2011       | 2012       | 2013       | 2014       | 2015       |
| ---------------- | ---------- | ---------- | ---------- | ---------- | ---------- |
| Dan Stulbach     |            |            |            |            |            |
| Eduardo Moscovis |            |            |            |            |            |
| Leo Jaime        |            |            |            |            |            |
| Xico Sá          |            |            |            |            |            |

## Prêmios
- Qualidade Brasil - Melhor Programa da TV a cabo de 2006